# Aéroport international de Wellington
L'aéroport international de Wellington est situé dans la banlieue de Wellington, desservant ainsi la capitale néo-zélandaise. Il est le 3e aéroport néo-zélandais par sa fréquentation (après Auckland et Christchurch) avec un total de 5 373 622 passagers au 31 mars 2013 et le 2e en mouvement de fret. L'aéroport dessert pratiquement toute la Nouvelle-Zélande avec des liaisons nationales et régionales. Il est connecté aux principales villes de l'est de l'Australie
Wellington à la réputation d'avoir des atterrissages rudes et compliqués dus au détroit de Cook qui entraîne des vents violents.

## Situation
| \| 50 km1:2 365 000 \| Kapiti Auckland Wellington Chatham · Tuuta Christchurch Dunedin Gisborne Great Barrier Greymouth Hamilton Hokitika Invercargill Kaikoura Kaitaia Kerikeri Nelson New Plymouth North Shore Palmerston North Picton Queenstown Timaru Rotorua Stewart Takaka Taupo Tauranga Wanaka Westport Whakatane Whanganui Whangarei Whitianga Woodbourne |
| 50 km1:2 365 000 |

## Statistiques
Pour des raisons techniques, il est temporairement impossible d'afficher le graphique qui aurait dû être présenté ici.

Voir la requête brute et les sources sur Wikidata.

### Zoom sur l'impact du covid de 2019-2020
Pour des raisons techniques, il est temporairement impossible d'afficher le graphique qui aurait dû être présenté ici.

Voir la requête brute et les sources sur Wikidata.

## Compagnies aériennes et destinations
| Compagnies         | Destinations |
| ------------------ | --- |
| Air Chathams       | Îles Chatham-Tuuta |
| Air New Zealand    | - Auckland, - Blenheim-Woodbourne (en), - Brisbane, - Christchurch, - Dunedin, - Gisborne, - Hamilton, - Invercargill (en), - Melbourne-Tullamarine, - Napier (en), - Nelson (en), - New Plymouth (en), - Queenstown, - Palmerston North (en), - Rotorua, - Sydney-K. Smith, - Tauranga (en), - Timaru (en) En saison : Nadi |
| Fiji Airways       | Nadi |
| Golden Bay Air     | Karaméa (en), Takaka (en) |
| Jetstar Airways    | Auckland, Christchurch, Gold Coast-Coolangatta, Queenstown |
| Originair          | Nelson (en) |
| Qantas             | Melbourne-Tullamarine, Sydney-K. Smith |
| Singapore Airlines | Melbourne-Tullamarine, Singapour-Changi |
| Sounds Air         | Blenheim-Woodbourne (en), Nelson (en), Picton, Taupo (en), Westport |
| Virgin Australia   | Brisbane, Sydney-K. Smith |

Édité le 18/02/2020

## Galerie

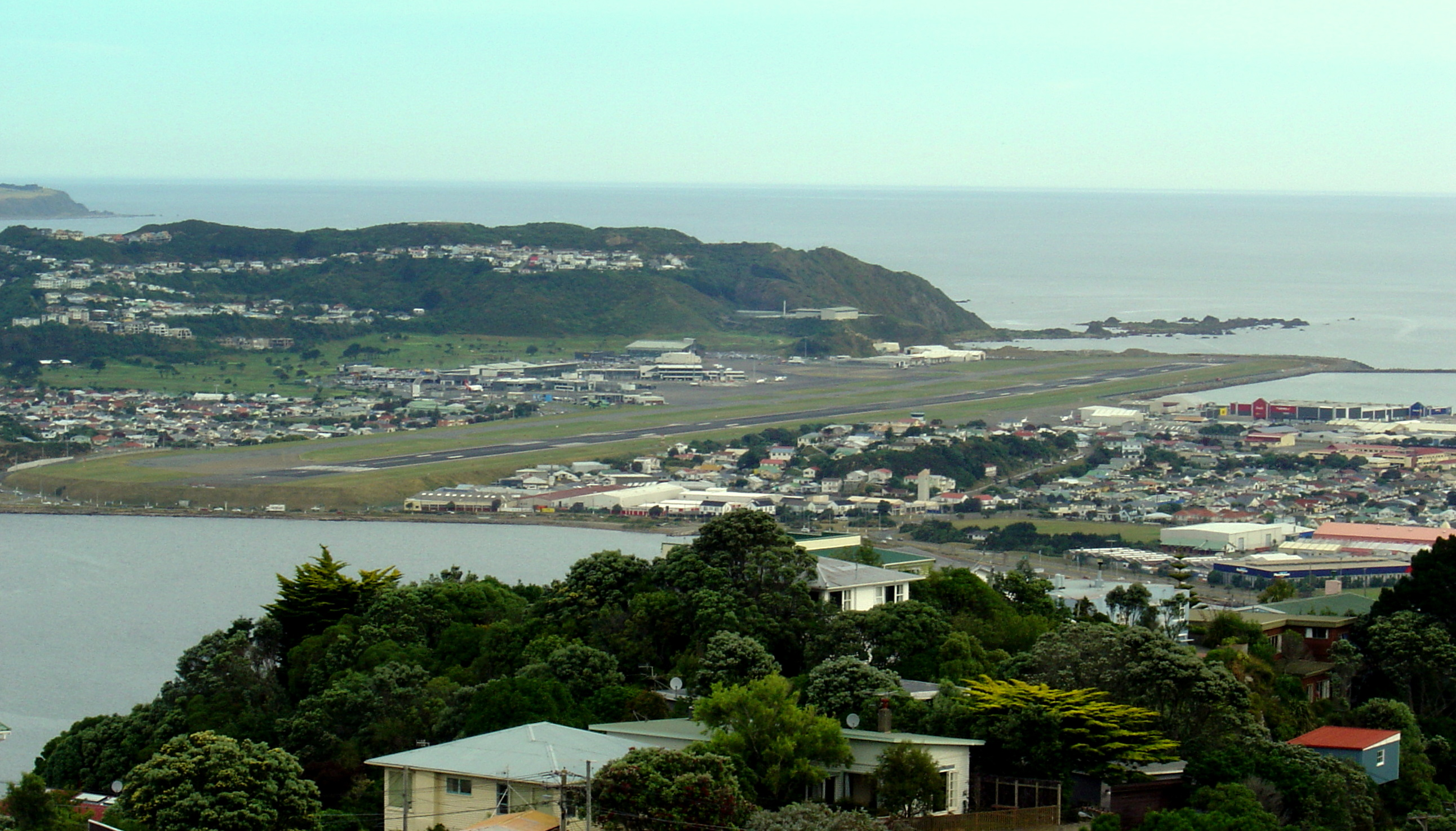
Vue depuis le mont Victoria.
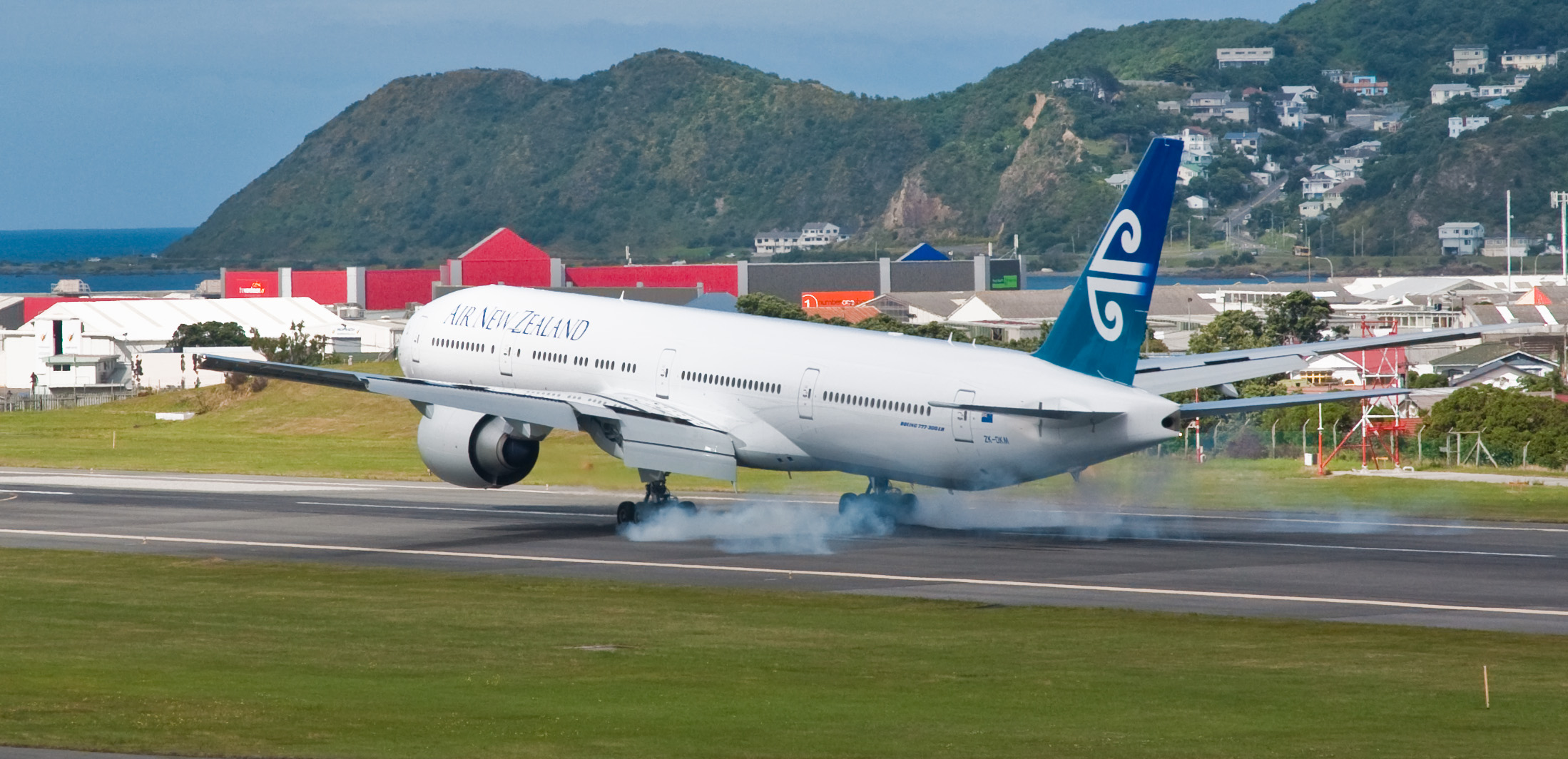
Atterrissage d'un Boeing d'Air New Zealand.
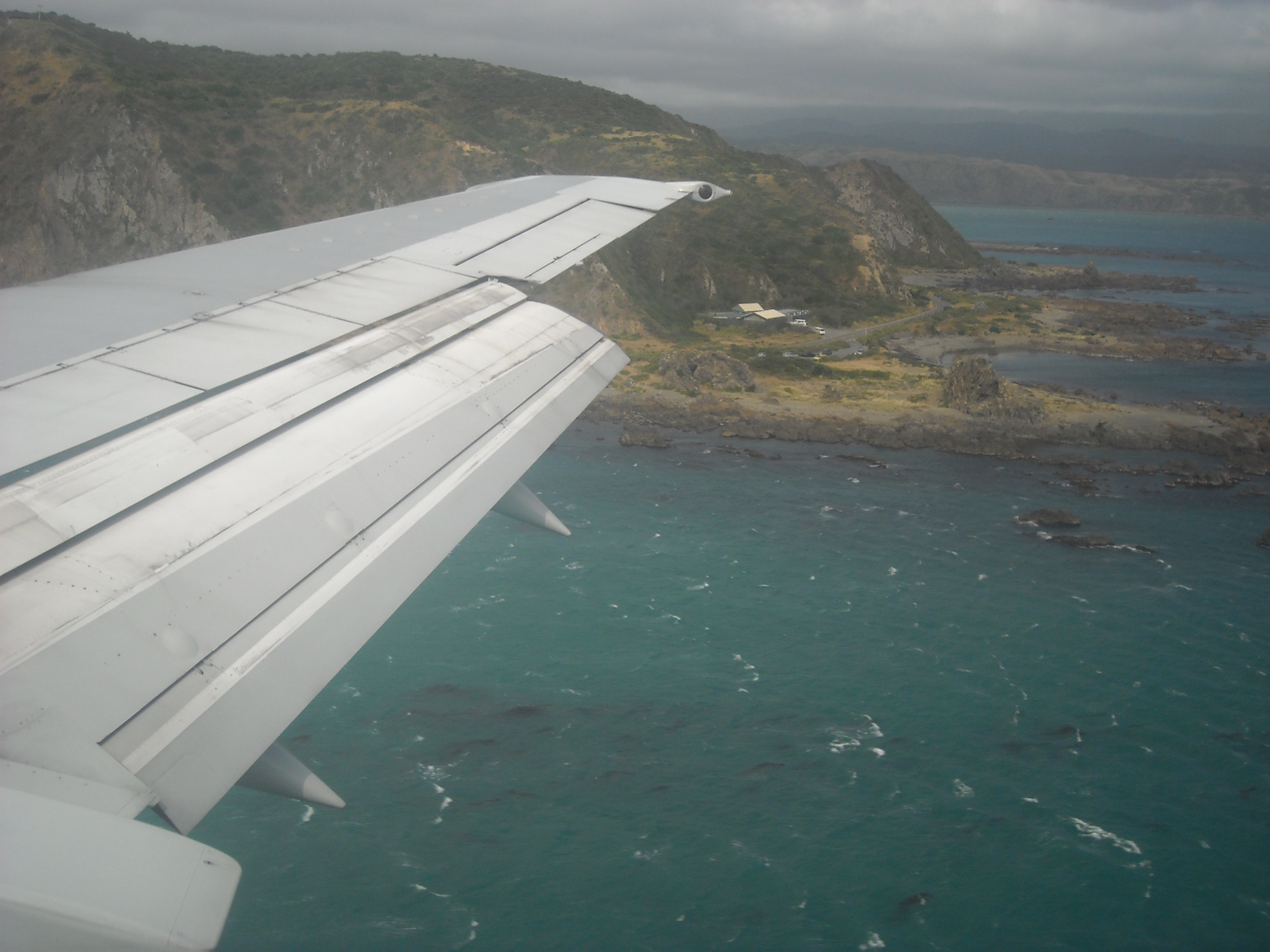
Approche de la zone de turbulences près de l'aéroport.